# Казахська Вікіпедія
Каза́хська Вікіпе́дія (каз. Қазақша Уикипедия, Qazaqşa Wikipedia, قازاقشا ۋيكيپەديا) — розділ Вікіпедії казахською мовою. Мовний розділ відкрився 3 червня 2002 року. Особливість цього розділу Вікіпедії в тому, що він пишеться на трьох різних алфавітах: кирилицею (Казахстан, Росія й Узбекистан), латиницею (Туреччина) й арабицею (Китай та Іран). Її досвід використовують інші Вікіпедії, які пишуться з використанням різних алфавітів. На казахський розділ найбільший вплив робить російська й англійська Вікіпедія — з них перекладають статті, переносять шаблони.

## Статистика
Станом на 28 березня 2025 року казахський розділ Вікіпедії містить 238 903 статей. Зареєстровано 164 516 учасників, з них 313 виконували якісь дії за останні 30 днів, а 12 учасників мають статус адміністратора. Загальне число редагувань становить 3 444 700.

## Історія

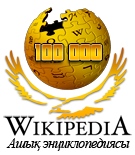
Святковий логотип до подолання межі в 100 000 статей

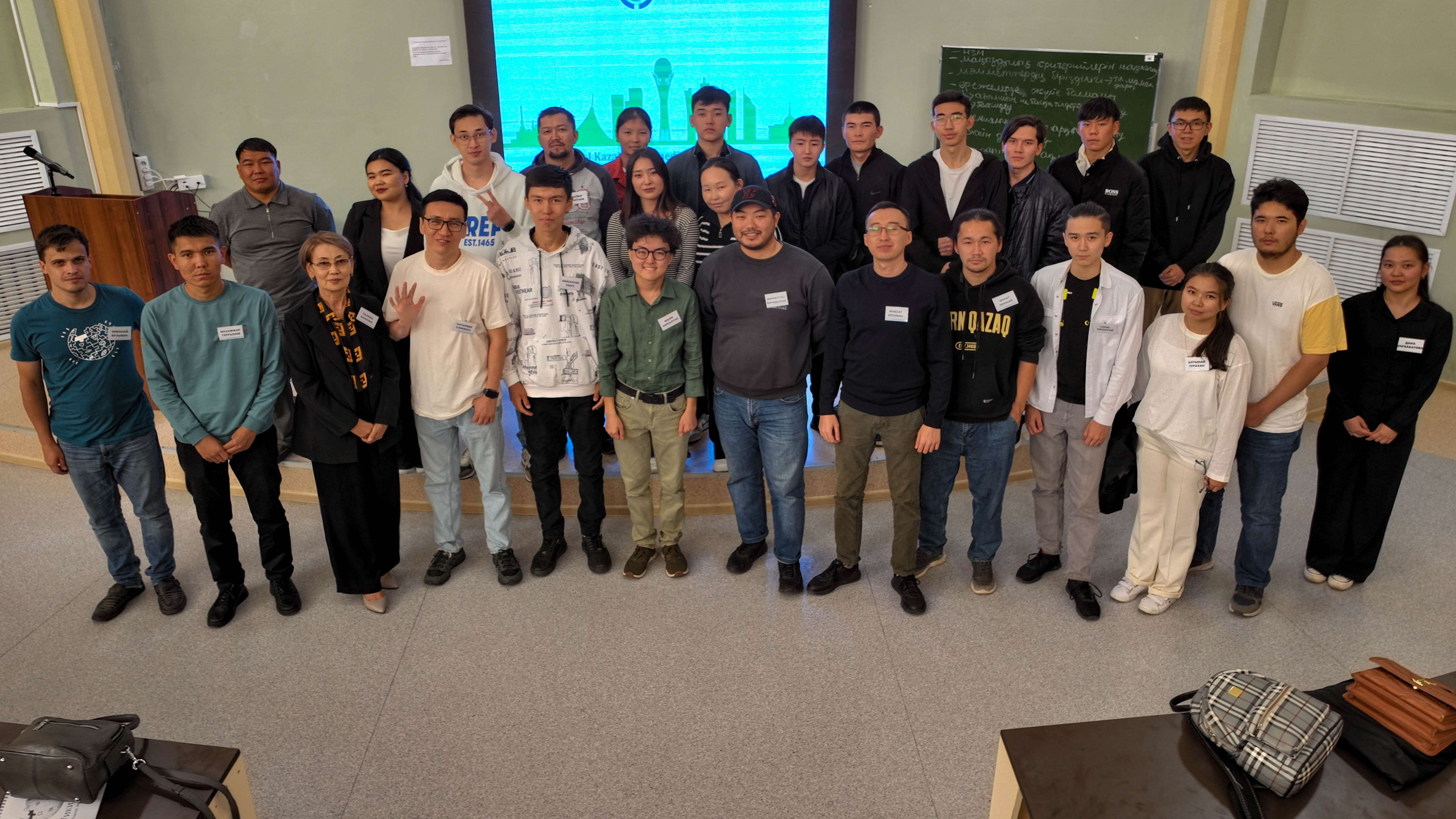
Загальне фото учасників Казахської Вікіконференції 2023 року у Євразійському національному університеті, Астана

- 2 червня 2002 — дата заснування.
- 3 жовтня 2007 — 1000 статей.
- 7 квітня 2011 року — 10 000 статей.
- 9 липня 2011 року — 50 000 статей.
- 12 липня 2011 року — казахський розділ увійшов до числа 50-ти найбільших розділів Вікіпедії, обійшовши розділ тагальською мовою і зайнявши місце позаду латинського розділу.
- 26 жовтня 2011 року — 100 000 статей і за їх кількістю вийшла на 39 місце.
- 6 серпня 2012 року — 150 000 статей.
- 29 листопада 2012 року — 200 000 статей і за їх кількістю вийшла на 25 місце.

16 червня 2011 року в Алматі пройшла прес-конференція громадського фонду WikiBilim на якій засновник фонду Рауан Кенжеханули, оголосив про старт загальнонаціональної акції під девізом «200 тисяч статей до 20-річного ювілею країни».
16 червня 2011 пройшла конференція зі створення фонду Вікімедіа Казахстану. ТОО Казахська енциклопедія дозволила використовувати матеріали її книг у Вікіпедії.
2 вересня 2023 року в Євразійському національному університеті відбулася Перша Вікіконференція казахомовних вікіпедистів.